# Boeing 367-80
Boeing 367-80, также известный как Dash 80 (с англ. — «Тире 80») или -80 — четырёхдвигательный реактивный самолёт-прототип, созданный корпорацией The Boeing Company в 1954 году. Самолёт был создан всего за два года и полностью за счёт средств самого авиапроизводителя, потребовав при этом колоссального вложения финансов. Послужил прототипом для воздушного танкера KC-135 Stratotanker (и его транспортной версии C-135 Stratolifter) и гражданского самолёта Boeing 707, построенных в общем количестве свыше полутора тысяч; благодаря последней модели, компания Boeing сумела занять твёрдое положение на рынке гражданских самолётов.

## Предыстория
В 1940-х годах Boeing Company занимала твёрдое положение среди производителей бомбардировщиков, в том числе на её счету уже были такие знаменитые самолёты Второй мировой войны, как B-17 Flying Fortress и B-29 Superfortress. В 1947 году свой первый полёт совершил B-47 Stratojet, который уже имел реактивные двигатели, установленные под стреловидным крылом, позволявшие достигать более высоких скоростей, что обеспечивало преимущество над устаревшими самолётами с поршневыми двигателями.
27 июля 1949 года в Великобритании происходит историческое событие — свой первый полёт совершает прототип de Havilland Comet — реактивного авиалайнера, который позволял осуществлять пассажирские перевозки на более высоких скоростях и в более высоких слоях атмосферы. Летом 1950 года Comet была показана на авиасалоне Фарнборо, где среди зрителей присутствовал и Уильям Аллен — директор компании Boeing. Хотя новый самолёт на тот момент ещё не вышел на пассажирские маршруты, компания de Havilland уже получила пакет заказов на него. Тем заманчивей была идея других авиапроизводителей создать свою модель реактивного авиалайнера. Одной из них была и компания Boeing, которая решила использовать свой опыт постройки скоростных бомбардировщиков, хотя это было достаточно рискованно, так как на тот момент у неё не было надёжных покупателей среди гражданских операторов.
В те годы на американском рынке гражданских самолётов главенствовали Lockheed Corporation с её Constellation «Конни» и Douglas Aircraft с его DC-6 и созданным в 1950 году DC-7. Чтобы нарушить эту монополию, требовалось создать принципиально новый авиалайнер, который бы «ворвался» в эту гонку, при этом оставив далеко позади конкурентов.

## История

### Создание
В 1952 году свой первый полёт совершает стратегический бомбардировщик B-52 Stratofortress. В том же году компания тайно начинает работы по созданию прототипа реактивного самолёта со стреловидным крылом. Новый самолёт должен был иметь возможность осуществлять взлёт и посадку с взлётно-посадочных полос длиной от 7000 футов (2100 м), а себестоимость человеко-миль ниже, чем у распространённого в то время Douglas DC-6. В связи с засекреченностью работ, прототип получил обозначение модели 367-80, так как модель 367 относилась к транспортному поршневому самолёту C-97 Stratofreighter, созданному на базе B-29  Superfortress и послужившего основой для построенного в небольшом количестве (56 штук) пассажирского Boeing 377 Stratocruiser. В самой компании модель получила прозвище «-80» или «Тире 80» (англ. Dash 80). При этом прежде всего компания рассчитывала создать на базе прототипа военный транспортный самолёт, особенно воздушный танкер, который должен был сменить устаревшие KC-97 Stratofreighter (созданы на базе C-97), в связи с чем модель 367-80 не имела иллюминаторов и пассажирского салона. Также диаметр фюзеляжа был принят равным 132 дюйма (3353 мм).
Для снижения стоимости разработки был использован опыт создания бомбардировщика B-52, в том числе применены аналогичные реактивные двигатели Pratt & Whitney J57/JT3C, при этом в связи с меньшим полётным весом их число уменьшили до 4 (у B-52 их 8, а у B-47 — 6). Благодаря этому создание проекта заняло всего полгода. Так как покупателей на перспективную модель поначалу не было, все работы по её созданию компания осуществляла за счёт собственных финансов. 15 мая 1954 года Boeing 367-80 впервые выехал за ворота завода в Рентоне (штат Вашингтон). Он был создан всего за два года, включая полтора года строительства, а стоимость его разработки составила по разным данным от 15 до 16 миллионов долларов, что по тем временам составляло колоссальную сумму; для сравнения, это 2/3 от общей чистой выручки компании с конца Второй мировой войны. Для отличия от предыдущих авиалайнеров, номерной ряд которых начинался с 3XX, новый самолёт получил обозначение 707, символизируя тем самым переход к новым скоростям; в самой компании прототип по прежнему имел обозначение модели 367-80. После регистрации ему был присвоен бортовой номер N70700.

### Испытания
В ходе пробных пробегов по полосе 22 мая разрушилась левая стойка основного шасси, при этом также была повреждена мотогондола двигателя № 1, что привело к необходимости задержать испытания до устранения дефектов. Наконец 15 июля 1954 года лётчики-испытатели Элвин Джонстон и Ричард Лоеш (англ. Richard L. Loesch) впервые подняли борт N70700 в небо. В ходе этих полётов была отмечена склонность самолёта к «голландскому шагу», но с этим явлением испытатели столкнулись ещё на B-47, а потому для них он был не в новинку. Также иногда возникали проблемы с двигателями, в результате чего Dash 80 однажды даже выкатился за пределы ВПП. Но в целом самолёт оказался очень удачным, в том числе сама идея с расположением двигателей в гондолах под крылом позволяла снизить шум по сравнению с британской «Кометой» или советским Ту-104, у которых двигатели располагались в корневой части крыла, то есть вплотную к фюзеляжу. Также в полёте отсутствовала вибрация, свойственная винтовым самолётам, а себестоимость пассажирских перевозок в пересчёте на человеко-милю была на 20—30 % ниже, по сравнению с распространённым поршневым DC-6B.
Авиакомпании изначально не проявили интереса к новому самолёту, поэтому Boeing попыталась привлечь внимание военных своим проектом скоростного воздушного танкера, для чего 367-80 оборудовали макетом заправочной штанги и выполнили показательный полёт с B-52 с имитацией дозаправки в воздухе на новых, более высоких скоростях. Военные поначалу ответили отказом, однако затем были вынуждены согласиться, ведь пока у других производителей проекты были лишь на бумаге, у Boeing прототип уже летал. 5 октября 1954 года был подписан контракт на 50 новых самолётов. Военный самолёт создавался сразу в двух вариантах: транспортный C-135 (англ. Cargo aircraft — транспортный самолёт, модель 135) и топливозаправщик KC-135 (англ. Kerosene tanker — топливозаправщик). 20 июля 1956 года завод в Рентоне выпустил сразу первый серийный КС-135А, который получил имя The City of Renton (рус. Город Рентон) и оказался на 136 дюймов (3454 мм) длиннее прототипа. Всего было построено свыше семисот этих самолётов.
6 августа 1955 года Boeing 367-80 участвовал в авиашоу в Сиэтле, а его полёт фиксировался камерами на борту самолёта и с других воздушных судов. Этот полёт вошёл в историю, когда ко всеобщему изумлению при пролёте над озером Вашингтон и Сиэтлом лётчик-испытатель Элвин Джонстон на прототипе трансконтинентального авиалайнера дважды выполнил «бочку». После этого полёта Уильям Аллен вызвал Джонстона к себе «на ковёр» и потребовал, чтобы тот больше никогда не занимался «воздушным хулиганством». На это Элвин Джонстон ответил, что он «продаёт самолёты» и был полностью уверен в безопасности этого полёта. 16 октября 1955 года борт N70700 совершил беспосадочный полёт по маршруту Сиэтл—Вашингтон протяжённостью 2340 миль (3770 км).
Подобные полёты возымели эффект и уже 13 октября 1955 года авиакомпания Pan American World Airways сделала заказ сразу на 20 машин модели 707, а следом заказы начали поступать от других авиаперевозчиков. Стоит отметить, что Boeing 707 на стадии проектирования имел фюзеляж диаметром 144 дюйма (3658 мм), то есть шире прототипа, что позволило увеличить число мест в ряду с 5 до 6. Такой же фюзеляж получила и военная версия — C-135/KC-135, производство которой уже было начато. Однако компания Douglas Aircraft не собиралась сдавать позиции и поступила достаточно оригинально — построила в натуральную величину макеты, позволявшие сравнить поперечные размеры B707 и DC-8, наглядно показав, что у её самолёта фюзеляж шире на 3 дюйма (76 мм). После этого Boeing стала терять заказы, но упорно отказывалась менять размеры фюзеляжа, так как это угрожало задержать производство. Окончательную точку в споре поставил Сайрус Смит — директор авиакомпании American Airlines, который заявил, что не купит ни одного 707-го, пока у них фюзеляж не будет шире DC-8 хотя бы на 1 дюйм. После этого диаметр фюзеляжа B707 был увеличен до 148 дюймов (3759 мм); фюзеляж с аналогичным поперечным сечением позже применялся на моделях 727, 737 и 757.
11 марта 1957 года был совершён перелёт из Сиэтла в Балтимор протяжённостью 2350 миль (3780 км), при этом пассажиров на борту обслуживали стюардессы из авиакомпаний American Airlines, Braniff International Airways и Trans World Airlines. Благодаря попаданию в высотное струйное течение, данный рейс занял по продолжительности 3 часа 58 минут, а путевая скорость иногда достигала 698 миль/ч (1123 км/ч), что превышает скорость звука. 20 декабря 1957 года прототип Boeing 707-120 совершил свой первый полёт, а всего было выпущено около тысячи самолётов этой модели, включая укороченную версию 720.

### Дальнейшая судьба
С 1957 года, когда началось серийное производство Boeing 707, Boeing 367-80 стал использоваться уже как испытательный самолёт, на котором проверялись различные технические решения, как например закрылки со сдувом пограничного слоя. Также при создании Boeing 727 на модели 367-80 осуществляли испытательные полёты, в ходе которой в верху хвостовой части был поставлен макет мотогондолы, из-за чего появился оригинальный облик с пятью двигателями. В 1969 году борт N70700 был отставлен от полётов, имея на тот момент общую наработку 2346 часов 46 минут налёта и 1691 цикл «взлёт—посадка».
26 мая 1972 года компания Boeing передала модель 367-80 в дар Национальному музею воздухоплавания и астронавтики Смитсоновского института. В 1990 году прототип на авиабазе Девис-Монтен (Аризона) прошёл восстановительный ремонт, а 27 августа 2003 года в оригинальной желто-коричневой ливрее был помещён в здание центра Стивена Удвара-Хази (англ. Steven F. Udvar-Hazy Center) близ аэропорта имени Даллеса в Вашингтоне.

## Технические данные
Основные характеристики
- Экипаж — 3 человека;
- Длина — 127 ф. 10 д. (38 964 мм);
- Высота — 38 футов (11 582 мм);
- Размах крыла — 129 ф. 8 д. (39 522 мм);
- Размах хвостового оперения — 39 ф. 8 д. (12 090 мм);
- Площадь крыла  — 2400 кв. футов (223 м²);
- Угол стреловидности — 35°;
- Удлинение крыла — 7;
- Максимальная взлётная масса — 190 000 фунтов (86 180 кг);
- Масса пустого самолёта — 75 630 фунтов (34 310 кг);
- Объём топливных баков — 12 600 галлонов (57 280 литров);
- Двигатели — четыре турбореактивных двигателя Pratt & Whitney JT3C с силой тяги 10 000 фунтов (4540 кг) у каждого.

Эксплуатационные характеристики
- Максимальная скорость — 582 миль/ч (937 км/ч) на высоте 25 000 футов (7600 м);
- Крейсерская скорость — 550 миль/ч (886 км/ч, 0,8 числа Маха);
- Дальность полёта — 3530 миль (5680 км);
- Практический потолок — 43 000 футов (13 110 м).